# Estlands selvstændighedserklæring (1918)
Den Estiske selvstændighedserklæring, tillige kendt som Manifest til Estlands folk (estisk: Manifest Eestimaa rahwastele), regnes som den erklæring, hvorved Republikken Estland blev udråbt i 1918. Selvstændighedserklæringen fejres den 24. februar, Estlands nationaldag.
Deklarationen blev skrevet af den såkaldte "Redningskomite" udpeget af medlemmer i den Estiske Landdag. Deklarationen skulle oprindeligt være offentliggjort den. 21. februar 1918, men udråbelsen blev udskudt til om aftenen den 23. februar, da erklæringen blev trykt og oplæst offentligt i Pärnu. Den følgende dag, den 24. februar, blev erklæringen trykt og omdelt i hovedstaden, Tallinn.

## Historisk baggrund
Under 1. verdenskrig, på et tidspunkt, hvor russiske tropper var på tilbagetrækning og tyske tropper på fremmarch, besluttede en "Redningskomite" bestående af medlemmer fra den nationale estiske landdag (estisk: Maapäev), at erklære Estland for selvstændigt den 24. februar 1918. De tyske tropper nægtede imidlertid at anerkende den estiske selvstændighed. Efter den tyske revolution, mellem den 11. og 14. november 1918 overdrog tyske repræsentanter formelt den politiske magt i Estland til en national regering. Snart fulgte den russisk-bolsjevikiske invasion og den estiske selvstændighedskrig. Den 2. februar 1920, underskrev repræsentanter for Republikken Estland og det bolsjevik-styrede Rusland fredsaftalen i Tartu, hvorved Estland blev anerkendt som en selvstændig stat uden forpligtelser over for Rusland og med en anerkendt grænse imod Rusland. Republikken Estland opnåede international anerkendelse og blev medlem af Folkeforbundet i 1921.

## Udråbelsen
Meddelelsen om den tyske hærs fremrykning i marts 1918 overbeviste estiske nationalister om, at Estland snart ville blive besat af tyske tropper. Samtidig var bolsjevikkerne, der midlertidigt havde haft magten i landet, rede til at flygte. Derved opstod der et kortvarigt magttomrum eller interregnum, og det var netop i dette korte tidsrum, at man besluttede at udråbe den selvstændige estiske republik.
Den såkaldte Redningskomite (estisk: Päästekomitee), der var udstyret med vidtstrakte beføjelser, havde oprindeligt planlagt, at udråbelsen skulle ske den 21. februar i Haapsalu, i hvilken by befandt sig den nationalt sindede 1. Eesti polk.s hærenheder. Det lod sig imidlertid ikke gøre, da denne by forinden (samme morgen) nåede at komme under tysk militær kontrol. Den 21. februar var tre udsendinge, medlemmerne af Redningskomiteen Konstantin Päts og Jüri Vilms samt formanden for amtsrådet i Läänemaa (hvor Haapsalu ligger) Aleksander Saral foruden Johan Juhtund, siden 1917 medlem af Eesti Sõjaväelaste Büroo (Estlands Soldater-Bureau) taget af sted mod Haapsalu, men blev nødsaget til at vende om og nåede om aftenen tilbage til Tallinn.
Der efter overvejende Redningskomiteen at lade selvstændigheden udråbe i Tartu, Estlands næststørste by, hvor man kunne forvente at få støtte fra den nationalt sindede Eesti Tagavarapataljon (reservebataljon). Tartu kom imidlertid allerede om aftenen eller natten den 20. februar under sovjetisk kontrol, men oplysning herom var ikke nået til Tallinn. Den 22. februar gjorde Redningskomiteen sig klar til at drage til Tartu. Missionen mislykkedes imidlertid, da sovjetstyrkerne havde forstærket patruljeringen og kontrollerede alle køretøjer. Det var derfor umuligt at komme ud af byen.
Den 23. februar opholdt Redningskomiteen sig fortsat i en lejlighed i Tallinn, hvor man prøvede at indsamle oplysninger om forholdene og danne sig et indtryk af situationen. Man overvejede at lade Estlands selvstændighed erklære den 24. februar i en pause under teaterforestillingen i Estonia (det estiske nationalteater i Tallinn), i det man håbede på en overraskelseseffekt. Så viste det sig imidlertid, at bolsjevikkerne (der endnu havde magten i Tallinn) forbød alle offentlige sammenkomster, herunder også teaterforestillinger.
Dermed var Redningskomiteens planer kørt fast: alle deres overvejelser om udråbelsen af Estlands selvstændighed var mislykkedes. Om natten den 23. februar ankom imidlertid Aleksander Veiler til Voldemar Päts og fortalte, at bolsjevikkerne var på flugt fra Tallinn. Nu ville man handle! Men det var for sent, for da var Estlands selvstændighed allerede udråbt – i Pärnu.

### Begivenhederne i Pärnu
Den 22. februar om morgenen havde nationalt sindede hærenheder overtaget magten i Pärnu, idet sovjetstyrkerne og de russiske styrker havde forladt byen i stor hast og efterladt store lagre. Samme aften skete en folkesamling i Endla teater i Pärnu, hvor man drøftede situationen. Foruden stedlige aktører var fra Tallinn ankommet Landdagens (Maanõukogu) medlem August Jürman (Jürimaa), der fortalte om begivenhederne i hovedstaden, herunder om selvstændighedsmanifestet.
Den 23. februar ankom til Pärnu også Estlands Midlertidige Landdags (estisk: Eesti Ajutise Maavalitsus) sagsbehandler Jaan Soop, der havde to eksemplarer af selvstændighedsmanifestet med sig. Nu organiseredes trykningen af manifestet i et lokalt trykkeri og omtrent samtidig samledes Estlands Demokratiske Partis Pärnu-afdeling (estisk: Eesti Demokraatliku Erakonna Pärnu osakond) i den stedlige leder juhi Jaan Karu.s lejlighed, hvor man aftalte den videre handlingsplan.
Om eftermiddagen blev selvstændighedsmanifestet opklæbet rundt om i Pärnu. Samme aften, begyndende klokken 20.00, begyndte fra balkonen på Endla teater i Pärnu oplæsningen af selvstændighedsmanifestet. Fra teaterets tag vejrede det blå-sort-hvide estiske flag, og i skæret fra fakler oplæste den da 31-årige advokat Hugo Kuusner manifestet. Som han skrev i 1933. aastal: "i skæret fra fakler og uden en megafon så højt og lydligt som de syge lunger tillod". Derefter sang man i fællesskab "Mu isamaa, mu õnn ja rõõm", 2. Eesti jalaväepolgu 3. (Pärnu) pataljon (2. Estiske fodfolkspolks 3. bataljon) affyrede skud op i luften, alle hujede og kastede deres kasketter i vejret.
Den 24. februar var en søndag. Byen var smykket med flag, manifestet blev oplæst i Elisabethi kirik (den evangelsk-lutherske kirke i Pärnu). Om formiddagen afholdtes i Pärnu en parade med Eesti pataljons afdelinger og kommandører. Det var den første militærparade i Estland.
Efter paradens afslutning samledes repræsentanter for institutioner og organisationer i Pärnu, hvor man udformede en "Akt om Estlands udråbelse som demokratisk republik i Pärnu by". Heri beskrev man de forud skete begivenheder og bevidnede med underskrifter de "oven for fremførte begivenheders rigtighed". Dette er et enestående dokument om republikkens udråbelse.

### Begivenhederne i Tallinn
Den 23. februar overtog nationalt sindede styrker magten i Tallinn; kun havneområdet formåede de flygtende bolsjevikker at holde under egen kontrol. En trykning af selvstændighedsmanifestet indledtes først den 24. februar om eftermiddagen på avisen Päevalehts trykkeri, og de første eksemplarer kom først ud af en håndpresse omkring klokken 17 – hvorefter de blev opklæbet rundt om i bymidten.
Først om aftenen lykkedes det at få trykt de første eksemplarer af manifestet i de normale trykkemaskiner, og samtidig skulle man trykke de første dagsordrer fra Redningskomiteen. Den 24. februar om eftermiddagen rejste Redningskomiteens medlemmer Päts og Vilms under beskyttelse fra soldater ledet af underløjtnant Konrad Rotschild til Rigsbanken, som man indrettede til hovedkvarter og hvorfra man udstedte dagsordrer. Samme aften afgik en delegation fra Redningskomiteen omfattende K. Konik, A. Larka og N. Reek til Saue, hvor tyskernes militære hovedkvarter var oprettet. Det lykkedes at få tyskerne til at udskyde deres indmarch i hovedstaden til den følgende dags eftermiddag.
Således skete der ikke den 24. februar i Tallinn nogen festlig "udråbelse" eller officiel underskrivelse af nogen officielle akter, men ved at opslå manifestet i hovedstaden fik dette et mere "officielt" stempel.

### 25. februar
Den 25. februar tidligt om morgenen nåede de første tyske tropper Pärnu. De blev modtaget af medlemmerne af landdagen Kuusner og Juhan Lasn samt stabskaptajn Feliks-Johannes Tannebaum, der oplyste dem om Estlands selvstændighed og neutralitet i krigen mellem Tyskland og Rusland. Tyskerne ville dog ikke anerkende den nye stat og arresterede blandt andre Hugo Kuusner, der slap ud af fængslet i november 1918 og derefter virkede som repræsentant for Eesti Ajutine Valitsus i Pärnu by og Pärnumaa amt.
Den 25. februar tidligt om morgenen hejste Johannes Üksi, kapten Schmidt, og soldaterne Sälg og Lippus i tårnet Pikk Hermann (Lange Hermann) i Tallinn et blå-sort-hvidt flag. Flagstangen var forfrossen og flagsnoren itu, så Sälg klatrede op i flagstangen med de andres hjælp og fastgjorde flaget. Om eftermiddagen indtog tyskerne det mennesketomme Toompea, hvor de blev modtaget af en opstemt Johannes Üksi, der i mellemtiden havde skaffet sig varmen med den af rødgardisterne efterladte vinkælders lagre. Fra da af indledtes kampen for at vinde den udråbte estiske selvstændighed.

## Deklarationen
MANIFEST TIL ESTLANDS BEFOLKNING

Aldrig gennem århundrederne har det estiske folk mistet længslen efter selvstændighed. Fra slægtled til slægtled har de i det skjulte holdt håbet i live om, til trods for slaveri og undertrykkelse fra fjendtlige besætteres side, at der vil kommen en tid "når alle splinter, i begge ender, vil fortæres af flammerne" og når "Kalev vil komme hjem for at bringe sine børn glæde."
Nu er timen inde.
En usammenlignelig kamp mellem nationer har knust det rådne fundament for det russiske Tsar-imperium. Overalt ud over Sarmatias sletter spredes anarki og truer med at begrave alle nationer bosatte i det tidligere russiske imperium. Fra vest nærmer de sejrrige tyske hære sig for at kræve deres andel af den russiske arv og, frem for alt, at tage i besiddelse de kystnære områder ved Østersøen.
I denne time har Estlands Landdag, som den lovlige repræsentant for vort land og folk, i fuldstændig enighed med de estiske demokratiske politiske partier og organisationer og med den ret der tilkommer folkene til selvbestemmelse, fundet det nødvendigt at tage de følgende afgørende skridt for at forme det estiske lands og folks skæbne.

ESTLAND,
inden for dets historiske og etniske grænser, erklæres fra i dag at være en
UAFHÆNGIG DEMOKRATISK REPUBLIK.
Den uafhængige Republik Estland skal omfattee Harjumaa, Läänemaa, Järvamaa, Virumaa, med staden Narva og dennes omgivelser, Tartumaa, Võrumaa, Viljandimaa, og Pärnumaa med østersøøerne Saaremaa, Hiiumaa, Muhumaa, og andre hvor esterne har bosat sig i umindelige tider i store flertal. Den endelige fastlæggelse af grænserne for republikken i egnene mod grænsen til Letland og Rusland vil finde sted ved folkeafstemning efter afslutningen af den igangværende verdenskrig.
I de føromtalte områder vil den eneste øverste og organiserende autoritet være den demokratisk funderede Estiske Redningskomite dannet af det Estiske Nationalråd.
Republikken Estland ønsker at bevare absolut politisk neutralitet i forhold til alle nabostater og folk og forventer, at disse vil udvise en tilsvarende fuldstændig neutralitet.
Estiske militære tropper skal formindskes til den størrelse, der er nødvendig for at bevare intern orden. Estiske soldater, der tjener i russiske militære enheder vil blive hjemkaldt og demobiliserede.
Indtil den Estiske Grundlovsforsamling, valgt ved almene, direkte, hemmelige og proportionelle valg, vil træde sammen og afgøre den forfatningsmæssige struktur for landet, vil al udøvende og lovgivningsmæssig magt forblive hos det Estiske Nationalråd og hos den Provisionelle Estiske Regering dannet af det, hvis virksomhed må følge de følgende principper:
1. Alle indbyggere i Republikken Estland, uanset deres religion, etniske baggrund og politiske anskuelser, vil nyde lige beskyttelse under lov og retsdomstole under republikken.
2. Alle etniske minoriteter, russere, tyskere, svenskere, jøder og andre bosatte inden for republikkens grænser, vil blive sikret ret til egen kulturel autonomi.
3. Alle civile friheder, ytringsfrihed, trykkefrihed, religionsfrihed, forsamlingsfrihed, foreningsfrihed, samt retten til frit at strejke såvel som individets og hjemmets ukrænkelighed, vil blive uomstødeligt effektive inden for den estiske republiks område samt hvilende på love, som regeringen straks må lade udarbejde.
4. Den midlertidige regering har til opgave omgående at organisere retsinstitutioner for at beskytte borgernes sikkerhed. Alle politiske fanger skal omgående frigives.
5. Alle stedlige myndigheder stadsråd, amtsråd, og sogneråd opfordres til uophørligt at fortsætte deres virksomhed, der voldeligt er blevet afbrudt.
6. Med henblik på at opretholde den offentlige orden skal der omgående oprettes en folkelig milits, underlagt de stedlige myndigheder, og borgernes selvforsvar oprettes i byer og landlige områder.
7. Den midlertidige regering pålægges at, uden udskydelse, udarbejde bredt demokratiske love, love til løsning af det agrare problem, problemer vedrørende arbejde, fødevareforsyning og finanser.

ESTLAND!
Du står på tærsklen til en håbeful fremtid under hvilken, du skal være fri og uafhængig til selv at beslutte og forme din skæbne! Start opbygningen af dit eget hjem, styret af lov og orden, for derved at blive et værdigt medlem af familien af civiliserede nationer! Sønner og døtre af vort fædreland, foren eder som en mand i den hellige opgave at bygge vort fædreland! Den sved og det blod, som vore forfædre har udgydt for dette land, kræver det af os; vore fremtidige slægtled forpligter os at gøre det.

Må Gud våge over dig

Og velsigne dig

Uanset hvad du tager dig for

Mit kære fædreland!

Længe leve den uafhængige demokratiske Republik Estland!
Længe leve freden mellem nationerne!

DEN ESTISKE LANDDAGS ÆLDRERÅD

Tallinn, 21. februar 1918